# S&T Daewoo K11
El S&T Daewoo K11 DAW (acrónimo en inglés de Dual-barrel Air-burst Weapon, Arma de explosión aérea de dos cañones) es un arma combinada que se parece al primigenio XM29 OICW estadounidense. Consiste en dos armas combinadas en una sola unidad: un fusil de asalto de 5,56 mm en la parte inferior y un lanzagranadas de 20 mm en la parte superior que puede lanzar granadas convecionales e "inteligentes", junto a su mira telescópica digital integrada.

## Historia
El K11 se dio a conocer oficialmente al público en la exposición militar DSEI, aunque la información relacionada con su desarrollo ha estado disponible desde 2006.
El arma fue adoptada por las Fuerzas Armadas de la República de Corea en 2008 y se distribuyó dentro del Ejército de la República de Corea durante 2010, lo que lo convirtió en el primer ejército del mundo en utilizar un fusil de explosión aérea como armamento estándar. Se informa que cada escuadrón recibirá dos K11, aunque no reemplazará a los granaderos que actualmente usan fusiles Daewoo K2 con el lanzagranadas acoplado K201.
En mayo de 2010, los Emiratos Árabes Unidos compraron un lote de 40 K11 con fines de evaluación por un costo total de US$560.000, lo que arroja un costo unitario de US$14.000.
En marzo de 2011 se anunció que 15 de los 39 K11 suministrados desde junio de 2010 (incluidos 7 de los 20 fusiles utilizados por las fuerzas surcoreanas en Afganistán) habían mostrado defectos graves y se había tomado la decisión de detener la producción y modificar el diseño. Los defectos incluían: movimientos del cañón durante el disparo, defectos en el mecanismo percutor, formación de condensación dentro de la lente de recepción del láser y defectos en el cambio de modo semiautomático a automático. La agencia estatal de adquisiciones de Corea del Sur, la Administración del Programa de Adquisición de Defensa (DAPA), dijo que ha solucionado los defectos modificando los diseños y mejorando el sistema de control de disparo y reanudará su producción.
Se produciría un total de 4.000 K11 y todos serían desplegados en 2014.
En setiembre de 2014, se encontró un defecto importante en el sistema de control de disparo del K11, que suspendió la producción y el uso de los 900 fusiles distribuidos al Ejército. La Agencia para el Desarrollo de la Defensa dice que se implementará una solución a gran escala antes de fines de 2016.
En 2017, se reveló el K11 de segunda generación con grandes mejoras para su peso y potencia de fuego de la granada de 20 mm.[cita requerida]
Sin embargo, en 2019, la Junta de Auditoría e Inspección de Corea notificó a la Administración del Programa de Adquisición de Defensa que suspendiera por completo el proyecto K11, citando una falta de precisión y varios defectos.

## Diseño
Equipado con un telémetro láser, además de una computadora balística, el K11 permite al operador encontrar rápidamente la distancia a un blanco y lanzar una granada de explosión aérea. Entonces la granada ldetonará a unos metros de distanacia del objetivo. Una mira telescópica electrónica está integrada en el K11; se puede conectar a un sistema de gafas con pantalla digital. La pantalla se puede utilizar durante la noche con imágenes térmicas y muestra la información del alcance obtenida por el telémetro láser. El arma es compatible con los cargadores STANAG de 20 o 30 cartuchos 5,56 x 45 OTAN y puede contener cargadores de 6 granadas de 20 mm al mismo tiempo.
La posición y el diseño del selector del modo de disparo es similar al selector de los fusiles M16/M4, aunque algunos controles son diferentes. Tiene cuatro posiciones, tres de las cuales son: 9 en punto para el seguro; 6 en punto para ráfaga corta (3 disparos); y a las 3 en punto para disparo semiautomático en el fusil. La cuarta posición del selector está a las 12 en punto y controla el lanzagranadas, lo que permite disparar balas y granadas con el mismo gatillo. Debido a esto, ambos no pueden estar disponibles al mismo tiempo.
Hay dos tipos de granadas de 20 mm para el K11; la granada de entrenamiento K168 es para práctica y no tiene explosivos, mientras que la granada K167 pesa 100 g (3,5 oz) y tiene una espoleta interna con tres configuraciones seleccionables para detonación puntual, detonación puntual retardada y explosión aérea. La mira integrada del arma programa las ojivas de explosión aérea después que el telémetro láser fija un objetivo cuando se selecciona el lanzador (la mira proporciona automáticamente puntos de puntería para balas o granadas cuando se seleccionan sus modos de disparo). La detonación puntual hace explotar el proyectil al impactar con un objetivo y la detonación puntual retardada permite que la ojiva penetre en un objetivo antes de explotar; se desconoce su capacidad de penetración.
La configuración de explosión aérea detona la granada delante, encima o detrás de un objetivo para impactar a las tropas puestas a cubierto, produciendo un efecto de explosión aérea capaz de matar objetivos dentro de un radio de 6 m y herir gravemente a aquellos dentro de un radio de 8 m. Los usuarios ingresan en la computadora balística de la mira telescópica una distancia en la que la granada detonará, qua automáticamente calcula el tiempo de vuelo y ajusta la espoleta de la granada en la recámara para detonar cuando alcance dicho punto. Si una granada no es disparada dentro de los dos minutos posteriores a la programación de la información del objetivo, se autodesactivará. Si una granada no explota, un mecanismo de resplado de autodestrucción la detona automáticamente después de estar en reposo dos segundos después del impacto para no dejar municiones sin detonar.
Uno de los problemas con el anterior OICW estadounidense, que influyó en el concepto de combinación de fusil/lanzagranadas de explosión aérea, era que sus granadas de 20 mm no eran muy letales. Los fragmentos a menudo eran demasiado pequeños y ligeros para ser efectivos, no había suficiente carga explosiva para crear un gran radio letal y muchos fragmentos se dispersaban verticalmente y lejos del objetivo. Esta fue una de las razones por las que se canceló el esfuerzo del OICW, y no se sabe si estas deficiencias se corrigieron con las granadas de explosión aérea del K11 del mismo tamaño. Sin embargo, Daewoo resolvió este problema aumentando la altura de la granada, y un informe reciente indicó que la granada de explosión aérea de 20 mm tiene más fragmentos letales que una granada de 40 mm.[cita requerida]
Además, después de las segundas mejoras, se desarrolló una nueva tecnología que permitió que la granada de explosión aérea de 20 mm explotara en una sola dirección fija para aumentar la potencia de fuego, en lugar de explotar en todas las direcciones (lo que reduciría la potencia de fuego).[cita requerida]
El K11 está siendo mejorado para reducir el retrocesoo generado al disparar los cartuchos de 5,56 mm hasta en un 40 por ciento, y se está revisando una tecnología similar para disminuir el retroceso del lanzamiento de granadas de 20 mm. Esto probablemente fortalecerá el poder de la munición del fusil para facilitar su uso, al mismo tiempo que reducirá el peso del arma de 6,1 en un 10 por ciento.
En 2017, Daewoo reveló el K11 de segunda generación que mejoró el peso y la potencia de fuego de la granada de explosión aérea de 20 mm.

## Usuarios
- Corea del Sur: Adoptado por las Fuerzas Armadas de la República de Corea en 2010.[1]